# Abwehrgruppe-103
Abwehrgruppe-103 – oddział rozpoznawczo-wywiadowczy Abwehry podczas II wojny światowej.
Grupa do lipca 1942 r. była podporządkowana Abwehrkommando-101. Działała na południowym odcinku frontu wschodniego na Ukrainie, a następnie na Krymie przy niemieckiej 1 Armii Pancernej gen. Ewalda von Kleista. Kadra niemiecka oddziału składała się m.in. z kpt. Karla Hessa, mjr. Joachima Albrechta, por. Henzela i por. Fritscha. Od listopada 1941 r. przy grupie istniało tzw. Kommando Lokkert na czele z SS-Sonderführerem Foulidisem Zekonią, pełniące funkcje szkoleniowo-rozpoznawcze. Na pocz. 1942 r. dowództwo grupy nawiązało kontakty z antysowieckimi oddziałami powstańczami na Kaukazie. W poł. 1942 r. uczestniczyło w formowaniu w obozach w Mariupolu i Wołnowasze ochotniczych oddziałów wojskowych złożonych z Kozaków dońskich, kubańskich i terskich. Część pododdziałów kozackich przeznaczono do współpracy z Abwehrgruppe-103. We wrześniu 1942 r. w Eliście przy dowództwie grupy został utworzony ochotniczy oddział wojskowy złożony z b. jeńców wojennych z Armii Czerwonej pochodzenia kałmuckiego, na czele którego stanął SS-Sonderführer Otto (Otmar) R. Wierba. Prowadził on działania rozpoznawcze na stepach kałmuckich. Na bazie oddziału powstał Sonderverband dr Doll. Abwehrgruppe-103 werbowała agenturę w obozach jenieckich na okupowanej Ukrainie i Krymie. Na Donbasie, Besarabii i północnym Kaukazie agenci rekrutowali się głównie spośród lokalnych mieszkańców. Byli oni używani – po odpowiednim przeszkoleniu – na okupowanych obszarach ZSRR, a także byli przerzucani na tyły Armii Czerwonej dla działalności dywersyjno-rozpoznawczej.